# Özgür Parti
Özgür Parti (Frihets- och reformpartiet) är ett politiskt parti i norra Cypern, bildat 2006 av avhoppade parlamentsledamöter från Ulusal Birlik Partisi och Demokrat Parti.
Partiledaren Turgay Avcı är vice premiärminister och utrikesminister i Turkiska republiken Nordcypern.